# Štikov (Nová Paka)
Štikov je vesnice, místní část města Nová Paka v okrese Jičín. Nachází se cca 1 km východně od Nové Paky, v katastrálním území Štikov o výměře 2,59 km2. Je zde evidováno 158 adres. Štikov býval samostatnou obcí. Z horní části obce je možno při pěkném počasí spatřit nejenom hrad Pecku či vrch Zvičiny, ale i Krkonoše. Dominantou obce je kostelík Nejsvětější Trojice.
Ke Štikovu patří i samoty V Koutě východně od Husova kopce a rekreační osada Sýkornice obklopená stejnojmenným lesem.

## Historie
Poprvé se uvádí roku 1543.
Vznik obce však sahá zřejmě až do dvanáctého století, ale žádný záznam o tom není a také o původu názvu se pouze spekuluje.
Je uvedeno, že zakladatel obce si vystavil první příbytek zřejmě v místě dnešního č.p.36. Jeho čtyři synové pak snad na nynějších č.1, 16, 31, 44.
Odedávna patřil Štikov k panství peckovskému.
Dne 8. prosince 1627 bylo celé peckovské panství, tedy i Štikov, věnováno Albrechtem z Valdštejna nově založenému klášteru kartuziánů ve Valdicích.
Po třicetileté válce zůstalo jen pět stavení. Kartuziáni tedy povolávali Němce z Podkrkonoší a ze Slezska, kteří vnikali průsmykem žacléřským na Trutnovsko a nejhlouběji do Čech až k Nové Pace. Štikov dosud český poněmčili. Doba Josefa II. a jeho nástupců k tomu nemálo přispěla. Ale živel český zde nikdy nezanikl.
V roce 1782 byl valdický klášter zrušen a Štikov byl spolu s celým peckovským panstvím připojen k "náboženskému fondu" a byl nadále spravován z "Kartouz".
Dne 13. dubna 1824 kupuje veřejnou dražbou celé panství Ferdinand z Trauttmansdorffu.
Po roce 1781 dostal Štikov dědičný úřad rychtáře, podléhajícího přímo krajskému úřadu v Jičíně. Uvedenými rychtáři jsou Josef Wagner, Antonín Wagner a Gustav Groh.
Na přelomu 19. a 20. století došlo k opětovnému přirozenému počeštění obce.
V roce 1905 je ve Štikově uváděno 195 českých a 109 německých obyvatel v 55 domech.
Existovala zde také škola.
Na místním hřbitově jsou pochováni sovětští vojenští zajatci, kteří zahynuli během pochodu smrti na konci 2. světové války.

## Pověst
Pověst o vzniku názvu vesnice Štikov, jak jej vyprávěla štikovská rodačka a ve své době nejstarší obyvatelka obce Anna Rumlová, rozená Dixová (1886 - 1980): Pamatuji, že už za mého mládí povídali staří lidé, že se kdysi jeden z pánů na Pecce při lovu v hlubokých okolních lesích dostal až k pastvinám, kde poblíž své chýše jakýsi pastevec pásl ovce. Pán z Pecky byl napaden nebezpečným medvědem a pastevec mu přispěchal na pomoc. Za záchranu života se mu pán odměnil tím, že ho jmenoval svobodným a věnoval mu na tom místě velký "kus pastvin", což bylo německy Stück Au, z čehož vzniklo spojení Stückau. (Stück = kus, Au = pastvina nebo luh, niva). To se výslovností změnilo na Štikov. Stalo se tak v místech někde nad kostelem, kde si pastevec místo chýše postavil domek. Další domy okolo si postavily jeho děti a vše se později rozrostlo ve vesnici[zdroj?].

## Zajímavosti

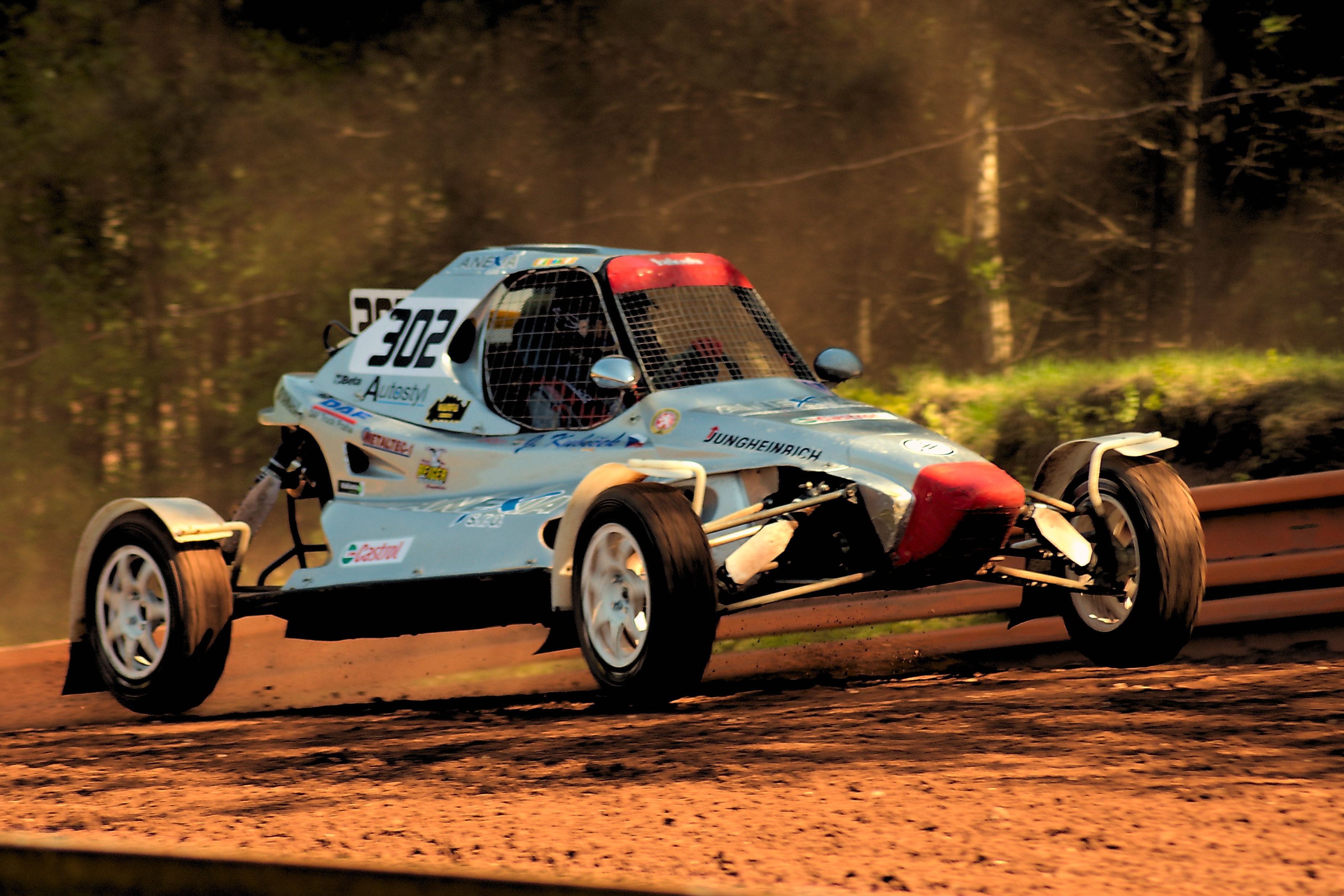
Fotka z Autokrosu 2011

- Častá jména staroštikovských rodů: Bayer, Brádle, Briknar, Dlabola, Dont, Dix, Feifar, Geissel, Groh, Knap, Kraus, Krupka, Marx, Medlík, Ruml, Tarant, Wagner, Zahradník.
- Ve Štikově je Hotel Štikov a u něj je dopravní hřiště, které využívají školy z blízkých vesnic a měst.
- Na zdejší dráze, známé jako Štikovská rokle (technická památka), se od roku 1971 pořádají autokrosařské závody. Mezi autokrosaři se jedná o vyhlášený areál.
- studánka zvaná Elixír života severně od Štikovské rokle při zelené turistické stezce, na hranici přírodního parku Sýkornice
- Štikov je rodištěm vynikajícího pilota stíhače Stanislava Fejfara, hodnost plukovník, F/Lt. Narodil se 25.11.1912 a padl 17.5.1942. Je autorem poutavé knihy - Deník stíhače.